# Saurita diffusa
Saurita diffusa är en fjärilsart som beskrevs av William Schaus 1911. Saurita diffusa ingår i släktet Saurita och familjen björnspinnare. Inga underarter finns listade.